# Utucu
Utucu, na mitologia acádia, ou Udugue, na mitologia suméria (em acádio: Utukku; em sumério: Udug), eram espíritos demoníacos que podem ser tanto do bem quanto do mal. Acredita-se que eram filhos de Anu (Am em acádio) e Qui (Antu em babilônico). Os utucu malignos eram Cur, Alû, Galu, Quisquilila, Lamastu e Labasu. O bom utucu era Lamassu. Em um dos dois cilindros de Gudea, o rei Gudea de Lagas (r. 2144–2124 a.C.) pede a uma deusa para enviar um "bom utucu" para protegê-lo e um lama para guiá-lo. A frase "utucu do mal" é escrito em acádio como Utukku Lemnutu.